# Olastjärnen, Ångermanland
Olastjärnen är en sjö i Örnsköldsviks kommun i Ångermanland och ingår i Idbyåns huvudavrinningsområde. Sjön har en area på 0,111 kvadratkilometer och ligger 178,3 meter över havet. Sjön avvattnas av vattendraget Stämmelidbäcken.

## Delavrinningsområde
Olastjärnen ingår i det delavrinningsområde (704149-165042) som SMHI kallar för Mynnar i Landsjösjön. Medelhöjden är 196 meter över havet och ytan är 13,4 kvadratkilometer. Det finns inga avrinningsområden uppströms utan avrinningsområdet är högsta punkten. Stämmelidbäcken som avvattnar avrinningsområdet har biflödesordning 2, vilket innebär att vattnet flödar genom totalt 2 vattendrag innan det når havet efter 23 kilometer. Avrinningsområdet består mestadels av skog (88 procent). Avrinningsområdet har 0,11 kvadratkilometer vattenytor vilket ger det en sjöprocent på 0,8 procent.